# Marxistischer Humanismus
Der marxistische Humanismus (auch humanistischer Marxismus genannt) ist eine besondere Form des neuen, philosophischen Humanismus, die sich sehr stark auf die Frühwerke von Karl Marx bezieht. Die Vertreter dieser philosophischen Richtung versuchen mit ihrer Interpretation der marxistischen Theorie den humanistischen Kern im Wesen des Marxismus wiederzugewinnen.

## Entstehung, Geschichte und Vertreter
Der marxistische Humanismus entwickelte sich hauptsächlich in den Jahren nach dem Zweiten Weltkrieg. Bedeutende Theoretiker waren Ernst Bloch, Herbert Marcuse, Adam Schaff, Leszek Kołakowski, Roger Garaudy, Rodolfo Mondolfo oder auch Erich Fromm, der in seinen Humanismus zudem Aspekte von Sigmund Freuds Theorien einzubringen versuchte (siehe auch Freudomarxismus). Diese Autoren wollten den humanistischen Aspekt – laut ihrer Interpretation die Essenz des Marxismus – wiedergewinnen und weiterentwickeln. Man distanzierte sich sowohl vom stalinistischen Regime der Sowjetunion und der gewaltsamen Umverteilungspolitik Maos als auch von den auf die Zeit Stalins folgenden Staatsbürokratien in Mittel- und Osteuropa.
1890 hatte Friedrich Engels in einem Brief an Joseph Bloch betont, dass man den Marxismus missverstanden habe und es ein Irrtum gewesen sei, einen absoluten und einseitigen Determinismus der Produktivkräfte auf das Bewusstsein und den Überbau zu sehen. Das Bewusstsein habe seinerseits Auswirkungen auf die Struktur und sei notwendig für das revolutionäre Verständnis der Strukturveränderungen und des Widerspruchs zwischen den Produktivkräften und den sozialen Beziehungen.
Ein wichtiger Gegner des marxistischen Humanismus war der Philosoph und Vertreter des so genannten „Antihumanismus“, Louis Althusser, der den marxistischen Humanismus als „revisionistisch“ bezeichnete. Er kritisiert, dass die Vertreter der Strömung die Gegensätzlichkeit des jungen und älteren Marx nicht berücksichtigten – er selbst bezeichnet den Wandel im Denken Marx’, der in der Deutschen Ideologie vollzogen wurde, als „epistemologischen Bruch“. Für Althusser ist der Humanismus von Marx in seinen Frühschriften, die hauptsächlich durch Ludwig Feuerbach beeinflusst waren, unvereinbar mit Marx’ späteren Theorien, wie sie vor allem sein Werk Das Kapital kennzeichnen.
Eine wichtige Bewegung des marxistischen Humanismus stellte die Praxis-Gruppe dar.

## Denken
„Der Communismus als positive Aufhebung des Privateigenthums als menschlicher Selbstentfremdung und darum als wirkliche Aneignung des menschlichen Wesens durch und für d[en] Menschen; darum als vollständige, bewußt und innerhalb des ganzen Reichthums der bisherigen Entwicklung gewordne Rückkehr des Menschen für sich als eines gesellschaftlichen, d. h. menschlichen Menschen. Dieser Communismus ist als vollendeter Naturalismus = Humanismus, als vollendeter Humanismus = Naturalismus, er ist die wahrhafte Auflösung des Widerstreits zwischen dem Menschen mit der Natur und mit d[em] Menschen, die wahre Auflösung des Streits zwischen Existenz und Wesen, zwischen Vergegenständlichung und Selbstbestätigung, zwischen Freiheit und Nothwendigkeit, zwischen Individuum und Gattung. Er ist das aufgelöste Räthsel der Geschichte und weiß sich als diese Lösung.“

Die Vertreter des marxistischen Humanismus hoben die Bedeutung der Jugendschriften von Karl Marx, vor allem der „Ökonomisch-philosophischen Manuskripte aus dem Jahre 1844“, der „Deutschen Ideologie“ und der „Kritik der Hegelschen Rechtsphilosophie“ hervor. Diese Frühwerke wurden erst in den 1930er Jahren entdeckt und galten in weiten Teilen des Ostblocks als Dokumente noch unreifen Denkens Marx’. Die Vertreter bemühten sich auch um eine neue Interpretation des Denkens von Marx durch eine Deutung, die nicht streng ökonomisch und materialistisch war.
Sie betonten auch jenen Ausschnitt der „Ökonomisch-philosophischen Manuskripte“, in welchem Marx behauptet: „Aber der Mensch ist nicht nur Naturwesen, sondern er ist menschliches Naturwesen; d. h. für sich selbst seiendes Wesen, darum Gattungswesen, als welches er sich sowohl in seinem Sein als in seinem Wissen bestätigen und bethätigen muß. Weder sind also die menschlichen Gegenstände die Naturgegenstände, wie sie sich unmittelbar bieten […]. Aber auch die Natur, abstrakt genommen, für sich, in der Trennung v[om] Menschen fixirt, ist für den Menschen nichts.“. Marx schrieb weiter in den „Ökonomisch-philosophischen Manuskripten“: „Wir sehn hier, wie der durchgeführte Naturalismus oder Humanismus sich sowohl von dem Idealismus, als dem Materialismus unterscheidet und zugleich ihre beide vereinigende Wahrheit ist.“
Laut dem Philosophen Rodolfo Mondolfo (1877–1976) muss man, wenn man den historischen Materialismus bei Marx und Engels genau untersucht „anerkennen, dass es sich um keinen Materialismus, sondern um einen wahrhaften Humanismus handelt, der in den Mittelpunkt jeder Betrachtung und Diskussion das Konzept des Menschen stellt.“ Es sei ein „realistischer Humanismus (realer Humanismus), wie ihn die Erschaffer selbst nannten, der versucht, den Menschen in seiner effektiven und konkreten Wirklichkeit zu sehen. Er versucht, seine Existenz in der Geschichte zu verstehen und die Geschichte als eine Wirklichkeit zu verstehen, die vom Menschen durch seine Aktivitäten, seine Arbeit, seine sozialen Aktionen im Laufe der Jahrhunderte geschaffen wurde, in denen der Bildungs- und Veränderungsprozess der Umgebung, in der der Mensch lebt und in dem sich der Mensch selbst entwickelt, gleichzeitig als Wirkung und Ursache jeglicher historischen Evolution.“ In diesem Sinne ließe sich feststellen, dass der historische Materialismus nicht mit einer materialistischen Philosophie verwechselt werden könne.